# Ethelbert Stauffer
Ethelbert Stauffer (* 8. Mai 1902 in Friedelsheim/Pfalz; † 1. August 1979 in Erlangen) war ein evangelischer Theologe.

## Leben
Stauffer wurde als Sohn eines mennonitischen Predigers geboren und verbrachte seine Jugend in Worms. Nach dem Besuch des dortigen humanistischen Gymnasiums studierte er von 1921 bis 1925 Evangelische Theologie an den Universitäten Halle, Berlin und Tübingen. Zunächst trat er in den Dienst der Mennonitengemeinde zu Hamburg und Altona. 1927 oder 1928 konvertierte er zur evangelisch-lutherischen Kirche und wurde 1928 Hilfsprediger der provinzial-sächsischen Kirche. Der Neutestamentler Ernst von Dobschütz machte ihn zum Fakultätsassistenten in Halle, wo er 1929 promoviert wurde. Seit 1930 war er hier als Privatdozent tätig.
Stauffer publizierte 1933 die Abhandlung Unser Glaube und unsere Geschichte (Zur Begegnung zwischen Kreuz und Hakenkreuz). Im Folgejahr wurde er mit 32 Jahren Professor für Neues Testament an der Universität Bonn und leitete das Bonner Institut für Antike Religionsgeschichte. Am 1. Januar 1936 gehörte er zu den Unterzeichnern eines Aufrufs in der Zeitschrift Junge Kirche, in dem er sich „für die nationalsozialistische Volkwerdung auf der Grundlage von Blut und Boden“ einsetzen wollte. Nach eigenen Angaben bedauerte er schon kurze Zeit später diesen Schritt. Die von Ernst Klee angegebene Mitgliedschaft bei den Deutschen Christen bestritt Stauffer.
Sein Vortrag über „Augustus und Kleopatra“ am 21. Januar 1943 führte wegen deutlicher antifaschistischer Spitzen zu seiner Suspension als Prodekan. Anschließend erhielt er Redeverbot.
Nach Kriegsende wurde Stauffer zum Dekan der Evangelisch-Theologischen Fakultät gewählt, da er als einziger Professor der Fakultät nicht der NSDAP angehört hatte. Er stellte die Bonner Fakultät wieder her, trat jedoch in der ersten Sitzung der Fakultät am 5. Juni 1946 als Dekan zurück und unterrichtete den Rektor am nächsten Tag davon. Die Hintergründe für diesen schnellen Rücktritt sind nicht mehr ganz zu klären. Aus den Fakultätsakten ist jedoch zu entnehmen, dass der Vorwurf nicht korrekter Haltung während der Zeit des Nationalsozialismus im Raum stand. Eine Nachprüfung seiner Schriften endete jedoch mit seiner Rehabilitierung. So wurde der Lehrauftrag auf Antrag Stauffers Ende 1945 auf die Altchristliche Kirchen- und Zeitgeschichte ausgedehnt. Gleichwohl teilte Stauffer am 8. Dezember 1947 dem Rektor mit, dass er 1948 dem Ruf nach Erlangen auf ein neu begründetes Ordinariat für Neutestamentliche Wissenschaft folgen werde. Noch 1957 bekannte er sich zum antisemitischen Gedankengut der Deutschen Christen, indem er behauptete: „Die wichtigste Aufgabe der Jesusforschung ist klar: Entjudung der Jesusüberlieferung“.
Stauffer wurde 1967 emeritiert.
Ethelbert Stauffer hatte zwei Töchter und zwei Söhne. Sein drittes Kind folgte ihm in seiner theologischen Laufbahn. Sein Sohn Dietrich war Professor für Theoretische Physik an der Universität Köln.

## Lehre
Stauffer lieferte zahlreiche Beiträge zum Problem des historischen Jesus. Er zeichnete sich durch breite historische, numismatische und religionsgeschichtliche Kenntnisse aus.
Er erforschte die Beziehung zwischen den römischen Quellen und dem frühen Christentum. Er zeigte, dass die Osterliturgie nicht dem Evangelium folgt, sondern dem Begräbnisritual Julius Caesars und dass die Clementia Caesaris der vorchristliche Vorläufer der Vergebung Christi war. Stauffer war ein Vertreter der Allerlösung, der glaubte, dass letztlich alle Menschen gerettet würden.
Er lehrte auch, dass die göttliche Strafe nach dem Tod real sei, aber sie sei nicht willkürlich oder rachsüchtig, sondern diene der Besserung und sei von begrenzter Dauer, im Wesentlichen entspreche sie also dem Fegefeuer.
1933 stellte Stauffer seine These über die Rolle des Martyriums in der christlichen Theologie dar (insbesondere in der Theologie der Täufer). Laut Stauffer entstand in der Zeit des nachkanonischen Judentums (seit etwa 175 v. Chr.) eine neue Sicht, die die damals blühende apokryphe Literatur beeinflusste: die Idee, dass Leiden und Martyrium für den Glauben der eigentliche Sinn der Geschichte seien, und zwar aus einem doppelten Grund: (1) Sie stellten eine kausale Notwendigkeit in dem großen Kampf zwischen dem Göttlichen und dem satanischen Prinzip dar. Der große Widersacher erlaube keine reine Erkenntnis von Gottes Plan, zumindest nicht in der bestehenden Weltperiode. (2) Außerdem diene ein solches Leiden einem hohen Ziel: Es leite den neuen Äon ein. Der Tod werde Sieg, das Martyrium sei ein Sühneopfer, und Satan werde nur durch solches widerstandsloses Leiden überwunden. Das sei die Lehre von Daniel 3 (die drei Männer im Feuerofen) und des zweiten und dritten Buchs der Makkabäer (z. B. in der Geschichte der Mutter und ihrer sieben Söhne). Die apokalyptische vorchristliche Literatur biete also eine doppelte Rechtfertigung des Martyriums: Kausal sei es unausweichlich und teleologisch sei es absolut sinnvoll. Das Neue Testament setze diesen apokalyptischen Trend noch weiter fort: Das Kreuz sei das Zentrum des Heils, aber auch die Rechtfertigung allen Martyriums um des Gewissens willen. Die Idee der Nachfolge oder Jüngerschaft wäre fast ohne Bedeutung, wenn sie nicht mit irdischem Leiden verbunden wäre. Der Konflikt der Gläubigen mit der „Welt“ sei das sicherste Indiz dafür, dass der Schüler dem Meister treu sei, er sei Zeugnis für eine andere Wirklichkeit und Vorbereitung auf das Kommen des Reiches. Zwei bildliche Ausdrücke seien bald allgemein anerkannt worden: Der Schüler müsse ein „Soldat“ (oder „Ritter“) Christi sein, der „den guten Kampf“ bis zum bitteren Ende kämpfe. Außerdem werde die Taufe als Tod betrachtet, so wie der Tod eine Art der Bluttaufe darstelle.

## Werke
- Grundbegriffe einer Morphologie des neutestamentlichen Denkens, Gütersloh 1930. (BFChTh; 33,2)
- Hína und das Problem des teleologischen Denkens bei Paulus: ThStKr 102 (1930), 232–257
- Das theologische Weltbild der Apokalyptik: ZSTh 8 (1930/31), 203–215
- Die Messiasfrage im Judentum und Christentum. Vorträge der Hagenthaler Theologischen Woche „Judentum und Protestantismus“ (Sept. 1929; gekürzt): ZThK NF 12 [39] (1931), 165–191
- Unser Glaube und unsere Geschichte. Zur Begegnung zwischen Kreuz und Hakenkreuz, Berlin 1933. (Stimmen aus der deutschen christlichen Studentenbewegung; 86)
- Märtyrertheologie und Täuferbewegung: ZKG 3.F. 3 [52] (1933), 545–598
- „In Vollmacht“. Ein Beitrag zum Problem der Evidenz des Bibelwortes, in: Wort und Geist. Festgabe für Karl Heim (Berlin 1934), 121–133
- Gott und Kaiser im Neuen Testament, Bonn 1935. (Bonner Reden und Aufsätze; 2)
- Theologisches Lehramt in Kirche und Reich. Ein Wort zur geschichtlichen Stellung und Aufgabe der Theologischen Fakultäten, Bonn 1935. (Bonner Reden und Aufsätze; 4)
- Der erste Brief des Paulus an die Korinther, ausgelegt von Philipp Bachmann mit Nachtr. von Ethelbert Stauffer (KNT 7), Leipzig 1936
- Die Theologie des Neuen Testaments (Theol. Wiss.), Stuttgart/Berlin 1941.
- Zeitwende und Christuszeit: EMZ 3 (1942)
- Zur Vor- und Frühgeschichte des Primatus Petri: ZKG 3.F. 13 [62] (1943/1944), 3–34; 666, in: Festschrift Anton Friedrichsen (Coniectanea Neotestamentica 11)
- Christus und die Cäsaren. Historische Skizzen, Hamburg 1948 1/2. Auflage. 3. durchgesehene und erweiterte Auflage. 1952. 6. erweiterte Auflage. 1964. 7. erweiterte Auflage. München/Hamburg 1966.
- Entmythologisierung oder Realtheologie?: DtPfrBl 49 (1949), 413–415 (= Hans Werner Bartsch (Hrsg.), Kerygma und Mythos 2 [Hamburg 1952], 13–28)
- Zur Münzprägung und Judenpolitik des Pontius Pilatus: La Nouvelle Clio 1 (1949/50), 495–514
- Clementia Caesaris, in: Schrift und Bekenntnis. Zeugnisse lutherischer Theologie. Festschrift J. Schöffel (Hamburg 1950), 174–184
- Prinzipienfragen der neutestamentlichen Theologie: ELKZ 4 (1950), 327–329; Die Londoner Dekadrachme von 324 und die Ideenpolitik Alexanders: Jahrbuch für Numismatik und Geldgesch. 2 (1950/1951)
- Zur Amnestiepolitik Julius Caesars: GWU 2 (1951), 339 ff.
- Zur sakramentalen Bedeutung des kirchlichen Segens, in: Viva Vox Evangelii. Eine Festschrift für Landesbischof D. Hans Meiser (München 1951), 324–334
- Zur Frühdatierung des Habakukmidrasch: ThLZ 76 (1951), 667–674
- Jüdisches Erbe im urchristlichen KR: ThLZ 77 (1952), 201–206
- Zum Kalifat des Jakobus: ZRGG 4 (1952), 193–214
- Der Stand der neutestamentlichen Forschung, in: Liemar Henning (Hrsg.), Theologie und Liturgie. Eine Gesamtschau der gegenwärtigen Forschung in Einzeldarstellungen (Kassel 1952), 33–105
- Das Tor des Nikanor: ZNW 44 (1952/53), 44–66
- Antike Jesustradition und Jesuspolemik im mittelalterlichen Orient: ZNW 46 (1955), 1–30
- Der gekreuzigte Thoralehrer: ZRGG 8 (1956), 250–253
- Geschichte Jesu, in: Fritz Valjavec (Hrsg.), Historia Mundi. IV: Röm. Weltreich und Christentum (München 1956), 129–189.578 f.
- Die Urkirche, in: Fritz Valjavec (Hrsg.), Historia Mundi. IV: Röm. Weltreich und Christentum (München 1956), 298–310.582 f.
- Messias oder Menschensohn?: NovTest 1 (1956), 81–102
- Probleme der Priestertradition: ThLZ 81 (1956), 135–150
- Jerusalem und Rom im Zeitalter Jesu Christi, Bern 1957. (Dalp Taschenbuch; 331). (Japan. Tokio 1965)
- Jesus. Gestalt und Geschichte, Bern 1957, 1958. (Dalp Taschenbuch; 332)
- Jesus und die Wüstengemeinde am Toten Meer, Stuttgart 1957. (Calwer Hefte; 9)
- Neue Wege der Jesusforschung: WZ Halle. 7 (1957/1958), 451–476
- Die Leiblichkeit des Wortes, Hamburg 1958.
- Die Botschaft Jesu damals und heute, Bern 1959. (Dalp Taschenbuch; 333)
- Petrus und Jakobus in Jerusalem, in: Martin Roesler / Oscar Cullmann (Hrsg.), Begegnung der Christen. Studien evangelischer und katholischer Theologen. Festschrift Otto Karrer (Stuttgart 1959, 19602), 361–372
- Das kritische Vermächtnis des Neunzehnten Jahrhunderts: ThLZ 84 (1959), 641–648
- Das Evangelium vom barmherzigen Gott in Qumran und der Botschaft Jesu: DtPfrBl 60 (1960), 73–77.103-107.126–130.150-153
- Historische Elemente im vierten Evangelium, in: Bekenntnis zur Kirche. Festgabe für Ernst Sommerlath zum 70. Geburtstag (Berlin 1960), 33–51
- Irrelevant?, in: Helmut Ristow / Karl Matthiae (Hrsg.), Der historische Jesus und der kerygmatische Christus. Beiträge zum Christusverständnis in Forschung und Verkündigung (Berlin 1960), 54–61 (engl. New York 1964)
- Offener Brief von Erlangen nach Erlangen: DtPfrBl 60 (1960), 294–298
- Die Dauer des Census Augusti – Neue Beiträge zum lukanischen Schatzungsbericht, in: Studien zum Neuen Testament und zur Patristik. Festschrift Erich Klostermann (TU 77) (Berlin 1961), 9–34
- Jesus, Paulus und wir. Antwort auf einen offenen Brief von Paul Althaus, Walter Künneth und Wilfried Joest, Hamburg 1961.
- Verschwendung und Schönheit. Bemerkungen zu Mt 6,28–30 und Lk 12,27–28, in: Der Mensch und die Künste. Festschrift H. Lützeler (Düsseldorf 1962), 24–32
- Der Methurgeman des Petrus, in: Josef Blinzler / Otto Kuss / Franz Mußner (Hrsg.), Neutestamentliche Aufsätze. Festschrift für Josef Schmid (Regensburg 1963), 283–293
- Heimholung Jesu in das jüdische Volk: ThLZ 88 (1963), 97–102
- Theologische und säkulare Staatsideen in der Bibel, in: Walther Peter Fuchs (Hrsg.), Staat und Kirche im Wandel der Jahrhunderte (Geschichte und Gegenwart) (Stuttgart 1966), 9–20
- Jesus war ganz anders, Hamburg 1967.
- Jeschu Ben Mirjam (Mk 6,3), in: Neotestamentica et Semitica. Studies in honour of Matthew Black ed. by E. Earle Ellis and Max Wilcox (Edinburgh 1969), 119–128
- Eine Bemerkung zum griechischen Danieltext, in: Festschrift David Daube (Oxford 1978), 27–39
- Politischer Realismus bei Jesus, in: Festschrift Bo Reicke
- Jesus, Geschichte und Verkündigung, in: ANRW II 25/1 (Berlin/New York 1982), 3–130
- Antike Madonnenrel. [1973, überarb. 1975]: ANRW II 17,3 (Berlin/New York 1984), 1425–1499
- Die alten Gebote im Neuen Bund, in: Günther Bauer (Hrsg.), Die Zehn Gebote. Fragen an unsere Zeit (Stuttgart o. J.), 91–97